# Rexhep Meidani
Rexhep Qemal Meidani (sinh 17 tháng 8 năm 1944) là một giáo sư vật lý, nhà ngoại giao và chính trị gia người Albania. Meidani là người thứ 3 được bầu làm Tổng thống Albania, sau cuộc bầu cử đa đảng đầu tiên vào năm 1991.

## Tiểu sử
Ông tốt nghiệp Đại học Tirana (1966), Khoa Khoa học tự nhiên, Vật lý ngành, cũng như hoàn thành xuất sắc các nghiên cứu sau đại học tại Đại học Caen (Pháp) (1974). Meidani có bằng tiến sĩ từ Đại học Paris XI và Đại học Tirana. Đối với lĩnh vực chuyên môn, Meidani giữ nhiều vị trí khác nhau tại Đại học Tirana giữa (1966 -1996) bao gồm: giáo sư, chủ tịch của khoa và sau đó là trưởng khoa Khoa học tự nhiên. Trong khoảng thời gian này, Meidani đã xuất bản một số nghiên cứu, sách và bài báo trong và ngoài Albania. Cùng với Eqrem Cabej và Nelson Cabej, Meidani đã được coi là một trong những học giả hàng đầu trong nước.
Sự nghiệp chính trị của ông bắt đầu vào những năm 1990. Ông là chủ tịch của Ủy ban bầu cử trung ương trong cuộc bầu cử đa đảng đầu tiên vào năm 1991 và là thành viên của Hội đồng Tổng thống (1991). Trong năm 1992 đến 1996, ông đã tham gia vào xã hội dân sự bằng cách cũng là chủ tịch của Hội đồng Nhân quyền Trung ương Albania (1994-1996). Năm 1996, ông gia nhập Đảng Xã hội và được bầu làm Tổng thư ký (1996-1997).
Trong cuộc bầu cử quốc hội dự kiến vào tháng 6 năm 1997, Meidani đã được bầu làm thành viên của quốc hội trong Quốc hội Albania. Sau cuộc bầu cử, giành được bởi liên minh cánh tả và đứng đầu là Đảng Xã hội, vào ngày 24 tháng 7 năm 1997, với đề nghị của SP, Quốc hội Albania đã bầu Meidani làm Tổng thống Albania. Meidani từng là Tổng thống thứ ba cho đến năm 2002, với Petrit Ago là cố vấn của ông.
Meidani đã kế nhiệm nhiệm kỳ tổng thống của Alfred Moisiu vào năm 2002.
Trong Hội nghị Lãnh đạo Đảng Xã hội năm 2005, nhằm chỉ định người kế nhiệm Fatos Nano, ông đã bị đánh bại bởi chủ tịch PS đương kim Edi Rama. Meidani hiện là thành viên của Câu lạc bộ Madrid.